# 휘문중학교
휘문중학교(徽文中學校)는 대한민국 서울특별시 강남구 대치동에 위치한 사립 중학교이다.

## 학교 연혁
- 1904년 9월 : 광성의숙 개숙
- 1906년 5월 : 하정 민영휘 학교를 세우고 고종황제가 학교 이름으로 휘문을 내림
- 1918년 1월 : 사립 휘문고등보통학교(4년제)로 개칭
- 1922년 4월 : 재단법인 휘문의숙 설립, 휘문고등보통학교(5년제)로 개칭
- 1938년 4월 : 휘문중학교(5년제)로 개칭
- 1946년 7월 : 휘문중학교(6년제)로 개칭
- 1951년 8월 : 휘문중학교(3년제)와 휘문고등학교(3년제)로 분교
- 1977년 9월 : 72년간 자리했던 볼재(종로구 원서동 206 부지 6,390평)에서 지금이 자리(강남구 대치동 952-1 부지 11,513평)로 학교를 옮김
- 2018년 10월 : 제10대 김정배 이사장 취임

## 참고 자료
- 휘문중학교 - 한국교육학술정보원 학교알리미